# Baluarte del Conde
El Baluarte del Conde o Baluarte el Conde (antes llamado Baluarte de San Genaro) es un Bastión baluarte situado en la Ciudad Colonial de Santo Domingo, República Dominicana, es uno de los monumentos más importantes de Rep. Dom. 
Entre los monumentos y lugares que lo conforman esta el Parque Independencia , Puerta de la Misericordia, Fuerte de la Concepción  y el Altar de la Patria.

## Historia
Según algunos historiadores, el trabucazo de la noche del 27 de febrero se produjo por los nervios que tenía Matías Ramón Mella en ese momento y se le zafó el tiro que alertó a los ciudadanos de ese entonces aunque es solo una hipótesis.

## Febreristas
Hubo varios próceres que asistieron al llamado de la patria en la Puerta del Conde el día de la Independencia Nacional, estos incluyen:
- Francisco del Rosario Sánchez
- María Trinidad Sánchez
- Socorro Sánchez
- Matías Ramón Mella
- Idelfonso Mella
- José María Mella
- José María Serra
- Manuel Jiménes
- Tomás Bobadilla
- Concepción Bona
- Vicente Celestino Duarte
- Jacinto de la Concha
- Tomás de la Concha
- Wenceslao de la Concha
- Remigio del Castillo
- José Cedano(Seibano), acompañado por tres Seibanos más
- Pilar Cerón
- Antonio Chávez
- Gregorio Contín
- Francisco Contín
- José Cruzado
- José Cuevas
- Juan de Dios Diaz
- Pedro Díaz
- Manuel Diaz
- Benito González
- José Joaquín Puello
- Gabino Puello
- Eusebio Puello
- José Puello
- Juan Alejandro Acosta
- Nicolás Lugo,(Maracucho),abuelo de Américo Lugo
- Feliz Mariano Lluberes.
- José Llaverías
- Genaro Lací
- Jaime Yepez
- Celestino Martinez
- Feliciano Martinez
- Pedro Martínez
- Juan Mazara
- Miguel  Mendoza
- Manuel Mora
- Antonio Moreno
- Carlos Moreno
- Isidro Mejías
- Pedro Mueses
- Antonio Mojica
- Marcos Ruiz, (Sancarleño)
- Juan Ruiz, (Capitaleño)
- José Rustán
- Pedro Valverde y Lara
- Ignacio De Paula
- Ángel Perdomo
- Juan Pina
- José Antonio Pina
- Silvano Pujols
- Manuel Guerrero
- Wenseslao Guerrero
- Joaquín Montolío
- Juan Pina(Sancarleño)
- Jacinto Brea
- José Gertrudis Brea
- Juan Barrientos
- Santiago Barrientos
- Luis Betances
- Genaro blanco
- Pedro Francisco Bobea
- Pedro Antonio Bobea
- Félix María del Monte
- Cayetano Abad Rodríguez
- Domingo García
- Francisco Javier Abreu
- Francisco Saviñón
- Epifanio Billini
- José María Caminero
- Eusebio Gatón
- Andrés Gatón
- Jacinto Gatón
- Ramón Ocumares
- Juan Villeta
- Blas Vallejo

## Parque Independencia
El parque Independencia es un parque histórico de la República Dominicana. Debe su nombre por ser el escenario donde se desarrolló la independencia dominicana. El parque es la principal plataforma que alberga los monumentos relacionados con la independencia y los próceres dominicanos. Fue rediseñado en 1912 por el arquitecto Antonin Nechodoma; en ese tiempo había una calle de separación entre la muralla y el recién creado parque.
En la era de Rafael Leónidas Trujillo se construyó el Altar de la Patria, monumento que sirve como última morada a los Padres de la Patria dominicana hasta su traslado al nuevo Altar de la Patria, situado dentro del parque, en los años 70. En la esquina norte del parque los restos de la muralla y el Fuerte de la Concepción, el cual cerraba la ciudad rodeada de muros en el lado Oeste. El Parque Independencia es el kilómetro 0 de la República Dominicana.

## Puerta de la Misericordia
La Puerta de la Misericordia, ubicada en la calle Palo Hincado esq. Arzobispo Portes, se denominada en principio "Puerta de Santiago" o "Puerta Grande", fue la primera puerta de la ciudad de Santo Domingo. El diseño y la construcción son obra del arquitecto Rodrigo de Liendo, del año 1543. Las excavaciones arqueológicas del año 1980, realizadas durante la restauración del monumento, sacaron a la luz dos fortines semielípticos que la flanqueaban.
En el período colonial, esta puerta servía como acceso a la gran sabana del sur, y conectaba con el fortín de San Jerónimo y las minas de oro en Haina. Militarmente se encontraba protegida por el Fuerte de San Gil.
La Puerta de la Misericordia es de un diseño sobrio y de estilo renacentista. Según algunos, su nombre se debe a que después de un fuerte terremoto en el año 1842, la misma sirvió como punto de encuentro para pedir misericordia a Dios.
Remodelada en el 2024, agregándole un empañete y moviendo la estatua de Mella después del árbol de palma.

### Acontecimientos históricos
Temporalmente, esta puerta sirvió de frontera entre la parte sur de la ciudad y los barrios o concentraciones semirrurales del siglo XVI. Se convirtió en baluarte en 1568 y sirvió como línea de defensa de la ciudad.

## Puerta del Conde
La Puerta del Conde o Baluarte 27 de Febrero (Originariamente llamada Bastión de San Genaro) es un edificio militar del siglo XVII formado por dos cubos macizos con un arco en piedra entre ambos. Completa la instalación militar una parte de la muralla, una fosa en forma triangular orientada hacia el este y varias garitas. La puerta servía de entrada a la ciudad de Santo Domingo.
El nombre es en honor y reconocimiento de Conde de Peñalva (Bernardino de Meneses Bracamonte y Zapata), quien luchó contra la invasión inglesa de William Penn y Robert Venables en 1655.
Por mucho tiempo abandonado fue trasformado en Plaza de toros en el año 1880. En 1883 se le cambió nuevamente el nombre a Puerta del 27 de Febrero.
En 1912 fue convertido en parque. En el cual encontramos sobre el piso esculpida en bronce, la Rosa de los vientos, con las 32 direcciones que dividen el horizonte. De este punto se miden las distancias de toda la isla (km. 0).
En el centro del parque está el “Altar de la Patria”, un Mausoleo de mármol blanco y arriba del portal el Escudo Nacional; en su interior las estatuas de los tres Padres de la Patria: Juan Pablo Duarte, Francisco del Rosario Sánchez y Matías Ramón Mella, cuyos restos reposan en tres nichos ubicados en la parte inferior, donde arde la llama votiva. El Mausoleo fue diseñado por el arquitecto Christian Martínez Villanueva, el mismo que en 1976 restauró la Puerta del Conde. En la esquina norte del parque los restos de la muralla y el Fuerte de la Concepción, el cual cerraba la ciudad rodeada de muros en el lado Oeste.
La Puerta del Conde estaba protegida por un foso que miraba hacia el sector San Carlos, la cual fue una zona importante de guerra utilizada en los tiempos de la colonización, ya que dicho sector posee una altura estratégica para cualquier ataque a Santo Domingo.
Por órdenes de Rafael Leónidas Trujillo, el 27 de febrero de 1933, como un homenaje a todos los febristas es llamada Puerta 27 de Febrero, pero todos los dominicanos por costumbre le llaman Puerta del Conde. En 1935 es declarada por el Estado Dominicano como Monumento Nacional Dominicano y en 1943 se trasladaron desde la Capilla de los Inmortales de la Catedral de Santo Domingo los restos de los tres principales Padres de la Patria de la República Dominicana Juan Pablo Duarte, Francisco del Rosario Sánchez y Matías Ramón Mella. En su arco hay una inscripción latina que dice ¨Dulce et decorum est pro patria mori¨, que se traduce al español como: "Dulce y honorable es morir por la patria".

### Valor histórico
La puerta fue escenario del primer acto de Independencia de la República Dominicana el 27 de febrero de 1844, y se izó por primera vez la bandera nacional. Desde 1944 hasta 1976 sirvió de Altar de la Patria donde reposaban los patriotas de República Dominicana.

## Diferencias entre ambas puertas
Ambas puertas se encuentran en la calle Palo Hincado, mirando en dirección este-oeste, pero son diferentes. La Puerta del Conde se encuentra al final de la Calle El Conde, en el Parque Independencia, mientras que la Puerta de la Misericordia, está más al sur y próximo a la costa. Aunque son semejantes, no se confunden ya que la Puerta del Conde está en una plaza con una gran acera delante, mientras que la Puerta de la Misericordia no está en un parque y tiene apenas una pequeña acera en los lados y además es más pequeña.
En la Puerta de la Misericordia, Matías Ramón Mella disparó un trabucazo ante la vacilación que amenazaba dar al traste con los propósitos independentistas. Posteriormente, los patriotas marcharon hacia la Puerta del Conde, en donde Francisco del Rosario Sánchez, proclamó ante el mundo el nacimiento de la República Dominicana izando la bandera nacional.

## Fuerte de la Concepción
El Fuerte de la Concepción debe el nombre al Presidente de la Real Audiencia Don Francisco de Segura.
Con este fuerte, reinician en el año 1678 los trabajos de construcción de las fortificaciones de Santo Domingo; el diseño fue realizado en 1672 por el militar italiano del Rey de España Ing. J.B. Ruggero.
Su construcción es en piedra hasta la altura de los cañones y parapeto en tapia con amplia rampa central de acceso, terraplén en caliche, gradas para soldados y garita.
Específicamente protegía la llamada Puerta de Lemba.
Fue estación del tranvía desde 1884 a 1904, año en que fue destruido por un incendio.

## Altar de la Patria
El Altar de la Patria  es un mausoleo en mármol blanco en la ciudad de Santo Domingo. En su interior las estatuas de los tres Padres de la Patria: Juan Pablo Duarte, Francisco del Rosario Sánchez y Matías Ramón Mella, talladas por el escultor italiano Nicolás Arrighini y cuyos restos reposan en tres nichos ubicados en la parte inferior, donde arde la llama votiva. El Mausoleo fue diseñado por el Arq. Cristian Martínez Villanueva el 27 de febrero de 1976, quien también restauró la Puerta del Conde ese mismo año.
Su estructura está creada con piedras esculpidas y bien labradas, y el sepulcro está cubierto por una lápida de mármol. Los restos de los tres patricios, que descansaban en la Capilla de los Inmortales de la Catedral de Santo Domingo, fueron llevados al Altar de la Patria en el interior de la Puerta del Conde consagrado el 27 de marzo de 1943 mediante la Ley n.º 237. Los restos de los próceres fueron trasladados con la finalidad de conmemorar un año más de la independencia dominicana.
Aunque aún era llamada por muchos la Puerta del Conde, el nombre de Altar de la Patria le fue otorgado oficialmente mediante la Ley n.º 1185 del 19 de octubre de 1936.